# スムガイト暴動

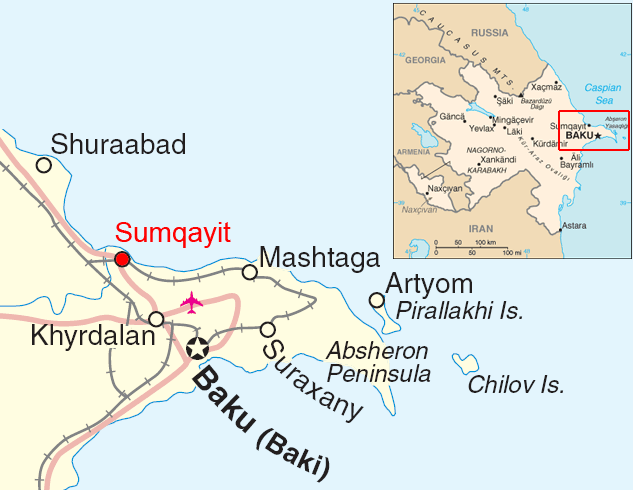
スムガイトの位置

スムガイト暴動 （アゼルバイジャン語: Sumqayıt hadisələri (1988))は、1988年2月27日にアゼルバイジャンのスムガイトで発生した民族暴動。市内の路上やアパートで、アルメニア人住民に対するアゼルバイジャン人の群集の襲撃事件が発生し、警察が傍観したことから、アルメニア人・アゼリー人双方の殺戮に発展した。暴動は3日間続き、負傷者2000人、死者32人（アルメニア人26人：アゼルバイジャン人6人）を数えた。この事件の後、全てのアルメニア人が町から脱出した。
アルメニア人とアゼリー人の抗争はナゴルノ・カラバフ戦争に繋がっていく。ナゴルノ・カラバフ戦争でナゴルノ・カラバフ自治州から難民となったアゼリー人の多くがスムガイトに移住してきた。